# Berdeniella pyrenaica
Berdeniella pyrenaica är en tvåvingeart som beskrevs av Vaillant 1976. Berdeniella pyrenaica ingår i släktet Berdeniella och familjen fjärilsmyggor. Inga underarter finns listade i Catalogue of Life.